# Uijeongbu
Uijeongbu (kor. 의정부시) – miasto w Korei Południowej, w prowincji Gyeonggi. Siedziba rzymskokatolickiej diecezji. W 2015 liczyło 431 149 mieszkańców.